# صلیب سرخ بوتسوانا
صلیب سرخ بوتسوانا(به انگلیسی: Botswana Red Cross Society (BRCS)) در سال ١٩٦٨ تأسیس گردید.مرکز فرماندهی این سازمان در گابورون واقع شده‌است.